# Fear of a Black Planet
Fear of a Black Planet is het derde studioalbum van de Amerikaanse rapgroep Public Enemy. Het werd op 20 maart 1990 door Def Jam uitgebracht. De muziek op dit album is geïnspireerd door de controverse over Professor Griffs antisemitische en homofobe uitspraken in 1989 en het ontslag van Chuck D.

## Composities
Alle muziek en teksten zijn geschreven door Chuck D, Sadler en K. Shocklee, tenzij anders aangegeven. 
| 1.                 | Contract on the World Love Jam (Instrumental)                                  | 1:44 |
| 2.                 | Brothers Gonna Work It Out                                                     | 5:07 |
| 3.                 | 911 Is a Joke (Flavor Flav/Sadler/K. Shocklee)                                 | 3:17 |
| 4.                 | Incident at 66.6 FM (Instrumental)                                             | 1:37 |
| 5.                 | Welcome to the Terrordome                                                      | 5:25 |
| 6.                 | Meet the G That Killed Me                                                      | 0:44 |
| 7.                 | Pollywanacraka                                                                 | 3:52 |
| 8.                 | Anti-Nigger Machine                                                            | 3:17 |
| 9.                 | Burn Hollywood Burn (Chuck D, Hardy, Jackson, Sadler, Shocklee)                | 2:47 |
| 10.                | Power to the People                                                            | 3:50 |
| 11.                | Who Stole the Soul?                                                            | 3:49 |
| 12.                | Fear of a Black Planet                                                         | 3:45 |
| 13.                | Revolutionary Generation                                                       | 5:43 |
| 14.                | Can't Do Nuttin' for Ya Man                                                    | 2:46 |
| 15.                | Reggie Jax                                                                     | 1:35 |
| 16.                | Leave This off Your Fuckin' Charts (Instrumental) (Nile Rodgers/Norman Rogers) | 2:31 |
| 17.                | B Side Wins Again                                                              | 3:45 |
| 18.                | War at 33 1/3                                                                  | 2:07 |
| 19.                | Final Count of the Collison Between Us and the Damned (Instrumental)           | 0:48 |
| 20.                | Fight the Power                                                                | 4:42 |
| Totale duur: 57:52 |                                                                                |      |